# Flavia Massima Faustina Costanza
Flavia Massima Faustina Costanza (latino: Flavia Maxima Faustina Constantia; 362 circa – 383 circa) fu membro della dinastia costantiniana, figlia postuma dell'imperatore romano Costanzo II e della sua terza moglie Faustina, a sua volta moglie dell'imperatore Graziano.

## Biografia
Costanza fu l'unica figlia di Costanzo II, che l'imperatore della dinastia costantiniana ebbe dalla terza moglie Faustina dopo la propria morte. Faustina fu introdotta a corte dall'eunuco Eutropio, in un momento di grave difficoltà per Costanzo II allora privo di figli, e forse sterile, considerati i suoi precedenti matrimoni.
In seguito Giuliano, ribellatosi a Costanzo e a questi succeduto, permise che moglie e figlia del defunto imperatore rimanessero indisturbate a corte negli anni successivi alla sua presa del potere.
Quando Procopio si ribellò nel 365 a Costantinopoli, utilizzò Costanza e la madre per convincere delle truppe di passaggio a disertare in suo favore: la sua strategia era quella di contrapporre al legittimo imperatore Valente le proprie pretese dinastiche, in quanto membro della dinastia costantiniana, e il supporto della moglie di Costanzo gli fu prezioso.
Si racconta che nel corso di una invasione di Quadi e Iazigi nel 374, poco mancò che fosse catturata dai barbari inferociti, riuscendo invece a rifugiarsi a Sirmio. E sempre intorno al 374, Costanza sposò l'imperatore Graziano, collegando così la dinastia di Costantino I a quella di Valentiniano I; si ha notizia dell'arrivo delle sue spoglie a Costantinopoli nell'agosto del 383.